# Pseudolycaena marsyas
Pseudolycaena marsyas är en fjärilsart som beskrevs av Clarck. Pseudolycaena marsyas ingår i släktet Pseudolycaena och familjen juvelvingar. Inga underarter finns listade.

## Bildgalleri

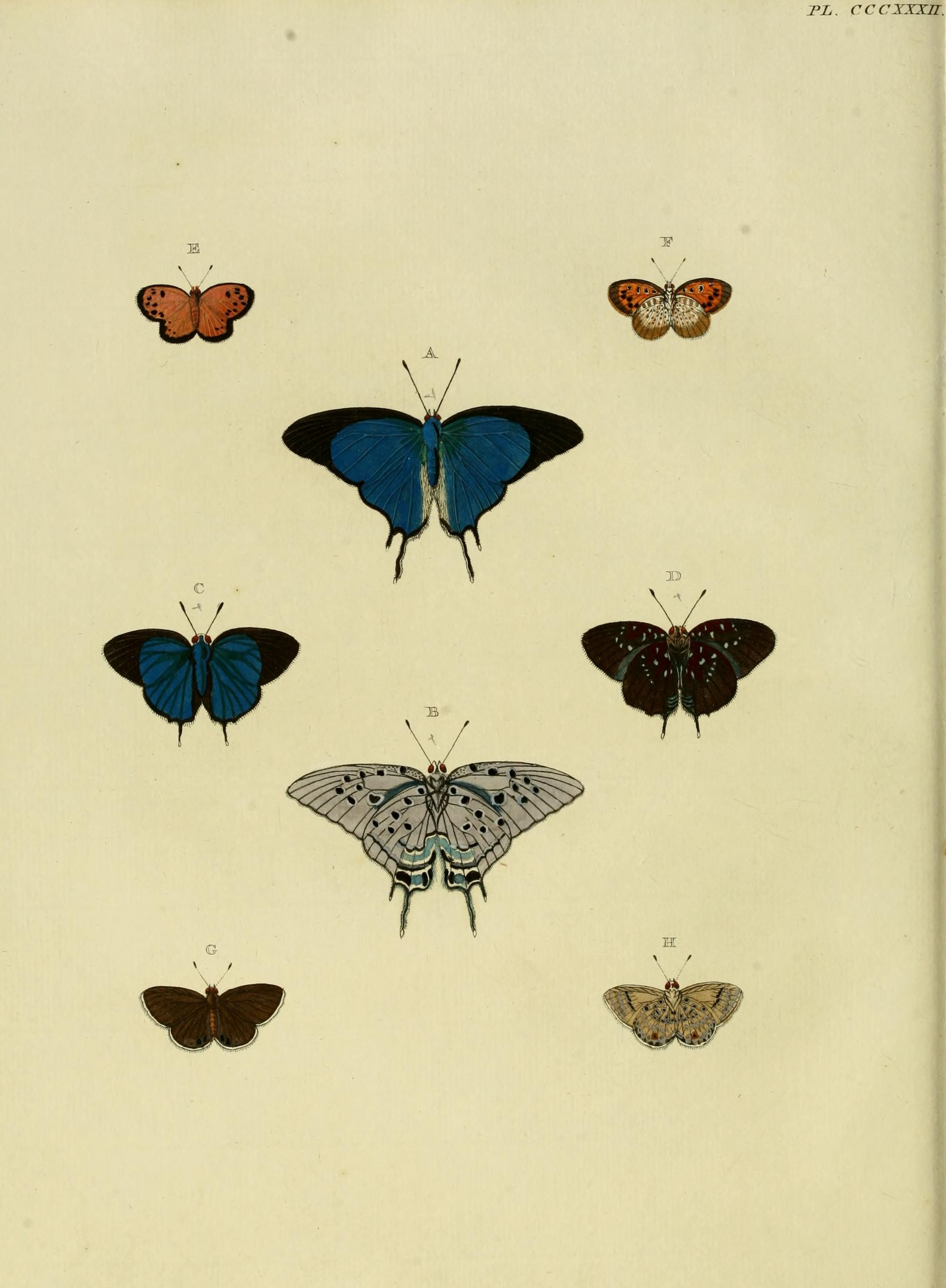